# Lake in the Hills, Illinois
Lake in the Hills là một làng thuộc quận McHenry, tiểu bang Illinois, Hoa Kỳ. Năm 2010, dân số của làng này là 28965 người.

## Dân số
Dân số qua các năm:
- Năm 2000: 23152 người.
- Năm 2010: 28965 người.